# Aston Villa Football Club 2025-2026
Questa voce raccoglie le informazioni riguardanti l'Aston Villa Football Club nelle competizioni ufficiali della stagione 2025-2026.

## Maglie e sponsor
| Casa | Trasferta |

## Rosa
Rosa, numerazione e ruoli, tratti dal sito ufficiale, sono aggiornati al 20 agosto 2025. 

In corsivo i calciatori ceduti durante la stagione

| N. |                        | Ruolo | Calciatore          |
| -- | ---------------------- | ----- | ------------------- |
| 2  | Polonia (bandiera)     | D     | Matty Cash          |
| 4  | Inghilterra (bandiera) | D     | Ezri Konsa          |
| 5  | Inghilterra (bandiera) | D     | Tyrone Mings        |
| 6  | Inghilterra (bandiera) | C     | Ross Barkley        |
| 7  | Scozia (bandiera)      | C     | John McGinn ()      |
| 8  | Belgio (bandiera)      | C     | Youri Tielemans     |
| 10 | Argentina (bandiera)   | C     | Emiliano Buendía    |
| 11 | Inghilterra (bandiera) | A     | Ollie Watkins       |
| 12 | Francia (bandiera)     | D     | Lucas Digne         |
| 14 | Spagna (bandiera)      | D     | Pau Torres          |
| 15 | Spagna (bandiera)      | D     | Álex Moreno         |
| 16 | Spagna (bandiera)      | D     | Andrés García       |
| 17 | Paesi Bassi (bandiera) | A     | Donyell Malen       |
| 19 | Inghilterra (bandiera) | A     | Samuel Iling-Junior |

| N. |                           | Ruolo | Calciatore         |
| -- | ------------------------- | ----- | ------------------ |
| 22 | Paesi Bassi (bandiera)    | D     | Ian Maatsen        |
| 23 | Argentina (bandiera)      | P     | Emiliano Martínez  |
| 24 | Belgio (bandiera)         | C     | Amadou Onana       |
| 26 | Paesi Bassi (bandiera)    | C     | Lamare Bogarde     |
| 27 | Inghilterra (bandiera)    | D     | Morgan Rogers      |
| 29 | Costa d'Avorio (bandiera) | A     | Evann Guessand     |
| 31 | Giamaica (bandiera)       | A     | Leon Bailey        |
| 32 | Belgio (bandiera)         | C     | Leander Dendoncker |
| 33 | Inghilterra (bandiera)    | A     | Lewis Dobbin       |
| 40 | Paesi Bassi (bandiera)    | P     | Marco Bizot        |
| 41 | Inghilterra (bandiera)    | C     | Jacob Ramsey       |
| 44 | Francia (bandiera)        | C     | Boubacar Kamara    |

## Calciomercato

### Sessione estiva
| Acquisti         | Acquisti            | Acquisti          | Acquisti                     |
| R.               | Nome                | da                | Modalità                     |
| ---------------- | ------------------- | ----------------- | ---------------------------- |
| P                | Yasin Özcan         | Kasımpaşa         | definitivo (7 milioni €)     |
| P                | Marco Bizot         | Brest             | gratuito                     |
| A                | Evann Guessand      | Nizza             | definitivo (30 milioni €)    |
| A                | Cameron Archer      | Sheffield Utd     | definitivo (16,65 milioni €) |
| A                | Jaden Philogene     | Hull City         | definitivo (16 milioni €)    |
| A                | Samuel Iling-Junior | Juventus          | definitivo (14 milioni €)    |
| A                | Lewis Dobbin        | Everton           | definitivo (11,8 milioni €)  |
| C                | Enzo Barrenechea    | Juventus          | definitivo (8 milioni €)     |
| C                | Ross Barkley        | Luton Town        | definitivo (5,9 milioni €)   |
| Altre operazioni |                     |                   |                              |
| R.               | Nome                | da                | Modalità                     |
| A                | Samuel Iling-Junior | Middlesbrough     | fine prestito                |
| D                | Álex Moreno         | Nottingham Forest | fine prestito                |
| A                | Philippe Coutinho   | Vasco da Gama     | fine prestito                |
| A                | Lewis Dobbin        | Norwich City      | fine prestito                |
| C                | Emiliano Buendía    | Bayer Leverkusen  | fine prestito                |
| C                | Enzo Barrenechea    | Valencia          | fine prestito                |
| C                | Leander Dendoncker  | Anderlecht        | fine prestito                |
| D                | Kaine Kesler-Hayden | Preston N.E.      | fine prestito                |
| P                | Filip Marschall     | Crewe Alexandra   | fine prestito                |
| P                | Joe Gauci           | Barnsley          | fine prestito                |

| Cessioni         | Cessioni            | Cessioni            | Cessioni                     |
| R.               | Nome                | a                   | Modalità                     |
| ---------------- | ------------------- | ------------------- | ---------------------------- |
| C                | Jacob Ramsey        | Newcastle Utd       | definitivo (45,15 milioni €) |
| P                | Robin Olsen         | Malmö FF            | gratuito                     |
| A                | Philippe Coutinho   | Vasco da Gama       | n.d.                         |
| C                | Enzo Barrenechea    | Benfica             | prestito (3 milioni €)       |
| A                | Leon Bailey         | Roma                | prestito (2 milioni €)       |
| D                | Yasin Özcan         | Anderlecht          | prestito                     |
| P                | Joe Gauci           | Port Vale           | prestito                     |
| C                | Leander Dendoncker  | Real Oviedo         | n.d.                         |
| Altre operazioni |                     |                     |                              |
| R.               | Nome                | da                  | Modalità                     |
| D                | Kaine Kesler-Hayden | Coventry City       | definitivo (4 milioni €)     |
| P                | Oliwier Zych        | Raków Częstochowa   | prestito                     |
| D                | Kortney Hause       |                     | svincolato                   |
| A                | Marcus Rashford     | Manchester Utd      | fine prestito                |
| D                | Axel Disasi         | Chelsea             | fine prestito                |
| A                | Marco Asensio       | Paris Saint-Germain | fine prestito                |

### Sessione invernale
| Acquisti         | Acquisti         | Acquisti         | Acquisti         |
| R.               | Nome             | da               | Modalità         |
| Altre operazioni | Altre operazioni | Altre operazioni | Altre operazioni |
| R.               | Nome             | da               | Modalità         |
| ---------------- | ---------------- | ---------------- | ---------------- |

| Cessioni         | Cessioni         | Cessioni         | Cessioni         |
| R.               | Nome             | a                | Modalità         |
| Altre operazioni | Altre operazioni | Altre operazioni | Altre operazioni |
| R.               | Nome             | da               | Modalità         |
| ---------------- | ---------------- | ---------------- | ---------------- |

## Risultati

### Premier League
| Birmingham 16 agosto 2025, ore 12:30 WEST 1ª giornata | Aston Villa | 0 – 0 referto | Newcastle Utd | Villa Park\| Arbitro: \| Pawson \| |
| Arbitro:                                              | Pawson      |               |               |                                    |

| Brentford 2ª giornata | Brentford | – | Aston Villa | Brentford Community Stadium |

| Birmingham 3ª giornata | Aston Villa | – | Crystal Palace | Villa Park |

| Liverpool 4ª giornata | Everton | – | Aston Villa | Everton Stadium |

| Sunderland 5ª giornata | Sunderland | – | Aston Villa | Stadium of Light |

| Birmingham 6ª giornata | Aston Villa | – | Fulham | Villa Park |

| Birmingham 7ª giornata | Aston Villa | – | Burnley | Villa Park |

| Londra 8ª giornata | Tottenham | – | Aston Villa | Tottenham Hotspur Stadium |

| Birmingham 9ª giornata | Aston Villa | – | Manchester City | Villa Park |

| Liverpool 10ª giornata | Liverpool | – | Aston Villa | Anfield |

| Birmingham 11ª giornata | Aston Villa | – | Bournemouth | Villa Park |

| Leeds 12ª giornata | Leeds Utd | – | Aston Villa | Elland Road |

| Birmingham 13ª giornata | Aston Villa | – | Wolverhampton | Villa Park |

| Brighton 14ª giornata | Brighton | – | Aston Villa | AMEX Stadium |

| Birmingham 15ª giornata | Aston Villa | – | Arsenal | Villa Park |

| Londra 16ª giornata | West Ham Utd | – | Aston Villa | London Stadium |

| Birmingham 17ª giornata | Aston Villa | – | Manchester Utd | Villa Park |

| Londra 18ª giornata | Chelsea | – | Aston Villa | Stamford Bridge |

| Londra 19ª giornata | Arsenal | – | Aston Villa | Emirates Stadium |

| Birmingham 20ª giornata | Aston Villa | – | Nottingham Forest | Villa Park |

| Londra 21ª giornata | Crystal Palace | – | Aston Villa | Selhurst Park |

| Birmingham 22ª giornata | Aston Villa | – | Everton | Villa Park |

| Newcastle upon Tyne 23ª giornata | Newcastle Utd | – | Aston Villa | St James' Park |

| Birmingham 24ª giornata | Aston Villa | – | Brentford | Villa Park |

| Bournemouth 25ª giornata | Bournemouth | – | Aston Villa | Vitality Stadium |

| Birmingham 26ª giornata | Aston Villa | – | Brighton | Villa Park |

| Birmingham 27ª giornata | Aston Villa | – | Leeds Utd | Villa Park |

| Wolverhampton 28ª giornata | Wolverhampton | – | Aston Villa | Molineux Stadium |

| Birmingham 29ª giornata | Aston Villa | – | Chelsea | Villa Park |

| Manchester 30ª giornata | Manchester Utd | – | Aston Villa | Old Trafford |

| Birmingham 31ª giornata | Aston Villa | – | West Ham Utd | Villa Park |

| West Bridgford 32ª giornata | Nottingham Forest | – | Aston Villa | City Ground |

| Birmingham 33ª giornata | Aston Villa | – | Sunderland | Villa Park |

| Hammersmith e Fulham 34ª giornata | Fulham | – | Aston Villa | Craven Cottage |

| Birmingham 35ª giornata | Aston Villa | – | Tottenham | Villa Park |

| Burnley 36ª giornata | Burnley | – | Aston Villa | Turf Moor |

| Birmingham 37ª giornata | Aston Villa | – | Liverpool | Villa Park |

| Manchester 38ª giornata | Manchester City | – | Aston Villa | City of Manchester Stadium |

## Statistiche

### Statistiche di squadra
Aggiornate al 16 agosto 2025
| Competizione   | Punti | In casa | In casa | In casa | In casa | In casa | In casa | In trasferta | In trasferta | In trasferta | In trasferta | In trasferta | In trasferta | In campo neutro | In campo neutro | In campo neutro | In campo neutro | In campo neutro | In campo neutro | Totale | Totale | Totale | Totale | Totale | Totale | DR |
| Competizione   | Punti | G       | V       | N       | P       | Gf      | Gs      | G            | V            | N            | P            | Gf           | Gs           | G               | V               | N               | P               | Gf              | Gs              | G      | V      | N      | P      | Gf     | Gs     | DR |
| -------------- | ----- | ------- | ------- | ------- | ------- | ------- | ------- | ------------ | ------------ | ------------ | ------------ | ------------ | ------------ | --------------- | --------------- | --------------- | --------------- | --------------- | --------------- | ------ | ------ | ------ | ------ | ------ | ------ | -- |
| Premier League | -     | 1       | 0       | 1       | 0       | 0       | 0       |              |              |              |              |              |              | -               | -               | -               | -               | -               | -               | 1      | 0      | 1      | 0      | 0      | 0      | 0  |
| FA Cup         | -     |         |         |         |         |         |         |              |              |              |              |              |              | -               | -               | -               | -               | -               | -               |        |        |        |        |        |        |    |
| League Cup     | -     |         |         |         |         |         |         |              |              |              |              |              |              | -               | -               | -               | -               | -               | -               |        |        |        |        |        |        |    |
| Europa League  | -     |         |         |         |         |         |         |              |              |              |              |              |              | -               | -               | -               | -               | -               | -               |        |        |        |        |        |        |    |
| Totale         | -     | 1       | 0       | 1       | 0       | 0       | 0       |              |              |              |              |              |              | -               | -               | -               | -               | -               | -               | 1      | 0      | 1      | 0      | 0      | 0      | 0  |

### Andamento in campionato
| Giornata  | 1 | 2 | 3 | 4 | 5 | 6 | 7 | 8 | 9 | 10 | 11 | 12 | 13 | 14 | 15 | 16 | 17 | 18 | 19 | 20 | 21 | 22 | 23 | 24 | 25 | 26 | 27 | 28 | 29 | 30 | 31 | 32 | 33 | 34 | 35 | 36 | 37 | 38 |
| --------- | - | - | - | - | - | - | - | - | - | -- | -- | -- | -- | -- | -- | -- | -- | -- | -- | -- | -- | -- | -- | -- | -- | -- | -- | -- | -- | -- | -- | -- | -- | -- | -- | -- | -- | -- |
| Luogo     | C | T | C | T | T | C | C | T | C | T  | C  | T  | C  | T  | C  | T  | C  | T  | T  | C  | T  | C  | T  | C  | T  | C  | C  | T  | C  | T  | C  | T  | C  | T  | C  | T  | C  | T  |
| Risultato | N |   |   |   |   |   |   |   |   |    |    |    |    |    |    |    |    |    |    |    |    |    |    |    |    |    |    |    |    |    |    |    |    |    |    |    |    |    |
| Posizione |   |   |   |   |   |   |   |   |   |    |    |    |    |    |    |    |    |    |    |    |    |    |    |    |    |    |    |    |    |    |    |    |    |    |    |    |    |    |

Legenda:

Luogo: C = Casa; T = Trasferta. Risultato: V = Vittoria; N = Pareggio; P = Sconfitta.

### Andamento in UEFA Europa League
| Giornata  | 1 | 2 | 3 | 4 | 5 | 6 | 7 | 8 |
| --------- | - | - | - | - | - | - | - | - |
| Luogo     |   |   |   |   |   |   |   |   |
| Risultato |   |   |   |   |   |   |   |   |
| Posizione |   |   |   |   |   |   |   |   |

Legenda:

Luogo: C = Casa; T = Trasferta. Risultato: V = Vittoria; N = Pareggio; P = Sconfitta.

### Statistiche dei giocatori
Sono in corsivo i calciatori che hanno lasciato la società a stagione in corso.
| Giocatore    | Premier League | Premier League | Premier League | Premier League | FA Cup   | FA Cup | FA Cup      | FA Cup     | EFL      | EFL  | EFL         | EFL        | Europa League | Europa League | Europa League | Europa League | Totale   | Totale | Totale      | Totale     |
| Giocatore    | Presenze       | Reti           | Ammonizioni    | Espulsioni     | Presenze | Reti   | Ammonizioni | Espulsioni | Presenze | Reti | Ammonizioni | Espulsioni | Presenze      | Reti          | Ammonizioni   | Espulsioni    | Presenze | Reti   | Ammonizioni | Espulsioni |
| ------------ | -------------- | -------------- | -------------- | -------------- | -------- | ------ | ----------- | ---------- | -------- | ---- | ----------- | ---------- | ------------- | ------------- | ------------- | ------------- | -------- | ------ | ----------- | ---------- |
| R. Barkley   | 0              | 0              | 0              | 0              | 0        | 0      | 0           | 0          | 0        | 0    | 0           | 0          | 0             | 0             | 0             | 0             | 0        | 0      | 0           | 0          |
| M. Bizot     | 1              | -0             | 0              | 0              | 0        | -0     | 0           | 0          | 0        | -0   | 0           | 0          | 0             | -0            | 0             | 0             | 1        | -0     | 0           | 0          |
| L. Bogarde   | 0              | 0              | 0              | 0              | 0        | 0      | 0           | 0          | 0        | 0    | 0           | 0          | 0             | 0             | 0             | 0             | 0        | 0      | 0           | 0          |
| E. Buendía   | 0              | 0              | 0              | 0              | 0        | 0      | 0           | 0          | 0        | 0    | 0           | 0          | 0             | 0             | 0             | 0             | 0        | 0      | 0           | 0          |
| M. Cash      | 1              | 0              | 0              | 0              | 0        | 0      | 0           | 0          | 0        | 0    | 0           | 0          | 0             | 0             | 0             | 0             | 1        | 0      | 0           | 0          |
| L. Digne     | 1              | 0              | 0              | 0              | 0        | 0      | 0           | 0          | 0        | 0    | 0           | 0          | 0             | 0             | 0             | 0             | 1        | 0      | 0           | 0          |
| A. García    | 0              | 0              | 0              | 0              | 0        | 0      | 0           | 0          | 0        | 0    | 0           | 0          | 0             | 0             | 0             | 0             | 0        | 0      | 0           | 0          |
| E. Guessand  | 0              | 0              | 0              | 0              | 0        | 0      | 0           | 0          | 0        | 0    | 0           | 0          | 0             | 0             | 0             | 0             | 0        | 0      | 0           | 0          |
| B. Kamara    | 1              | 0              | 1              | 0              | 0        | 0      | 0           | 0          | 0        | 0    | 0           | 0          | 0             | 0             | 0             | 0             | 1        | 0      | 1           | 0          |
| E. Konsa     | 1              | 0              | 0              | 1              | 0        | 0      | 0           | 0          | 0        | 0    | 0           | 0          | 0             | 0             | 0             | 0             | 1        | 0      | 0           | 1          |
| I. Maatsen   | 0              | 0              | 0              | 0              | 0        | 0      | 0           | 0          | 0        | 0    | 0           | 0          | 0             | 0             | 0             | 0             | 0        | 0      | 0           | 0          |
| D. Malen     | 1              | 0              | 0              | 0              | 0        | 0      | 0           | 0          | 0        | 0    | 0           | 0          | 0             | 0             | 0             | 0             | 1        | 0      | 0           | 0          |
| E. Martínez  | 0              | -0             | 0              | 0              | 0        | -0     | 0           | 0          | 0        | -0   | 0           | 0          | 0             | -0            | 0             | 0             | 0        | -0     | 0           | 0          |
| J. McGinn    | 1              | 0              | 0              | 0              | 0        | 0      | 0           | 0          | 0        | 0    | 0           | 0          | 0             | 0             | 0             | 0             | 1        | 0      | 0           | 0          |
| T. Mings     | 1              | 0              | 0              | 0              | 0        | 0      | 0           | 0          | 0        | 0    | 0           | 0          | 0             | 0             | 0             | 0             | 1        | 0      | 0           | 0          |
| A. Onana     | 1              | 0              | 0              | 0              | 0        | 0      | 0           | 0          | 0        | 0    | 0           | 0          | 0             | 0             | 0             | 0             | 1        | 0      | 0           | 0          |
| J. Ramsey    | 0              | 0              | 0              | 0              | 0        | 0      | 0           | 0          | 0        | 0    | 0           | 0          | 0             | 0             | 0             | 0             | 0        | 0      | 0           | 0          |
| M. Rogers    | 1              | 0              | 0              | 0              | 0        | 0      | 0           | 0          | 0        | 0    | 0           | 0          | 0             | 0             | 0             | 0             | 1        | 0      | 0           | 0          |
| Y. Tielemans | 1              | 0              | 0              | 0              | 0        | 0      | 0           | 0          | 0        | 0    | 0           | 0          | 0             | 0             | 0             | 0             | 1        | 0      | 0           | 0          |
| P. Torres    | 0              | 0              | 0              | 0              | 0        | 0      | 0           | 0          | 0        | 0    | 0           | 0          | 0             | 0             | 0             | 0             | 0        | 0      | 0           | 0          |
| O. Watkins   | 1              | 0              | 0              | 0              | 0        | 0      | 0           | 0          | 0        | 0    | 0           | 0          | 0             | 0             | 0             | 0             | 1        | 0      | 0           | 0          |